# Phi Boötis
Phi Boötis (54 Boötis) é uma estrela na direção da constelação de Boötes. Possui uma ascensão reta de 15h 37m 49.55s e uma declinação de +40° 21′ 11.8″. Sua magnitude aparente é igual a 5.25. Considerando sua distância de 163 anos-luz em relação à Terra, sua magnitude absoluta é igual a 1.76. Pertence à classe espectral G8III-IV.